# コンス

コンス

コンス (Khons, Chons) はエジプト神話の神。テーベでは、アメンとムトの息子として、またコム・オンボにおいては、セベクとハトホルの息子として三柱神の1柱を担う。

## 概要
主に子供、少年の髪型をしたミイラ、またホルスと同じ隼の頭を持った姿で描かれる。月の神である事から、どちらの姿で描かれる場合であっても三日月と満月を組み合わせたものが頭飾りとして描かれる。
アメン、ムトと共にテーベ三柱神と構成した。その名は、「横切る者」を意味し、父アメンの乗る太陽の船に対して月の船を持ち夜に天空を移動すると考えられた。子供の姿から新生児を守護するとも、月の神であることから夜に三日月の刃を振るい罪人に制裁を与える恐ろしい神とも言われる。また同じ月の神トートに関係して暦を司るとも考えられた。
テーベ（ルクソール）のカルナック神殿にコンス神殿がある。

## 主な出演作品
| 公開年 | 邦題 原題                | 役名           | 吹き替え |
| ------ | ------------------------ | -------------- | -------- |
| 2022   | ムーンナイト moon knight | コンス khonshu | 金尾哲夫 |